# Gyuutan
Gyuutan (牛タン, oksetunge, med tan som kort udgave af det engelske ord tongue) er en japansk specialitet. Den fremstilles af oksetunger, der er skåret i tynde skiver og grillet.
Gyuutan blev skabt af Sano Keishirou fra Sendai i 1948. Oprindelig blev det tilberedt med salt og fik derfor også navnet tanshio (タン塩, tungesalt). I mellemtiden har det fundet vid udbredelse i yakiniku-restauranter, hvor det sælges med forskelligt tilbehør. Omkring Sendai er det almindeligt at servere retten med bygris og sursyltede agurker.